# Cerococcus camarai
Cerococcus camarai är en insektsart som beskrevs av Neves 1954. Cerococcus camarai ingår i släktet Cerococcus och familjen Cerococcidae.
Artens utbredningsområde är Portugal. Inga underarter finns listade i Catalogue of Life.